# La escoba del sistema
La escoba del sistema es la primera novela del escritor americano David Foster Wallace, publicada en 1987. 

## Contexto
Wallace presentó la novela como una de las dos tesis de licenciatura en Amherst College, y el otro es un artículo sobre el fatalismo de Richard Taylor. Comenzó a estudiar filosofía en Amherst, se interesó por las matemáticas y la lógica, y desarrolló un interés en Ludwig Wittgenstein antes de comenzar la novela. Un profesor comentó que la escritura de filosofía de Foster Wallace tendía a tener la calidad del desarrollo de una historia, lo que llevó a Wallace a explorar la literatura. Después de haber enviado  La Escoba del Sistema  al Departamento de Inglés, decidió centrar su carrera en la ficción.  La Escoba del Sistema  se publicó en 1987 cuando Wallace completó una Maestría en Artes Plásticas con mención en escritura creativa en la Universidad de Arizona. También había vendido su primera colección de cuentos cortos  La Chica del Pelo Raro , dejándolo en una posición envidiable entre los estudiantes del Masterado.
Wallace declaró que la idea inicial de la novela surgió de un comentario hecho por una vieja novia. D.T. Max informó que, según palabras de Wallace a su editor Gerald Howard: "ella dijo que preferiría ser un personaje de una obra de ficción más que una persona real. Me pregunté cuál era la diferencia." 
Wallace reveló en una entrevista que la novela era algo autobiográfica: "La delicada historia de un joven sensible WASP que acaba de tener esta crisis de la mediana edad que lo ha trasladado de las matemáticas analíticas fríamente cerebrales a una toma fríamente cerebral dentro de la ficción ... que también cambió su temor existencial de uno en el que él era solo una máquina calculadora de 37 °C a un miedo en el que él no era más que una construcción lingüística".

## Resumen
Hay varias tramas, en la obra: la desaparición de un grupo de ancianos de una residencia; las relaciones amoroso-sentimentales de la protagonista, Lenore con un novio neurótico llamado Rick Vigorous, Leonore tiene una bisabuela que tiene su mismo nombre y es parte del grupo de ancianos desaparecidos / fugados; además tiene una mascota, una cacatúa que se convierte en un personaje debido a su capacidad vocal. Por otro lado hay un problema con las líneas telefónicas que no termina nunca de solucionarse; también un señor gordo, Norman Bombardini, que quiere ser lo más gordo posible, propietario de un edificio y una compañía; Por otro lado las reflexiones del psicoanalista. Algunas tramas más aparecen como una vía, introducidas con mayor o menor profundidad, para que el autor pudiera hablar de los varios temas que le interesaban. A partir de un momento determinado las tramas empiezan a carecer de importancia, los personajes resultan voces de un coro discordante, sin embargo, muy talentosos todos, por lo que la resolución de los conflictos planteados queda de lado, porque los propios conflictos se desinflan. Y el libro se convierte en un ejercicio literario.
El libro se centra en la comparativamente normal Lenore Beadsman, una operadora de 24 años que se ve atrapada en medio de un drama de personajes con sede en Cleveland. En el estilo típicamente poco convencional de Wallace, Lenore navega por tres crisis separadas: el escape de su bisabuela de un hogar de ancianos, un neurótico novio, y una mascota repentinamente habladora, una cacatúa a la que en un principio la llaman Vlad the Impaler. La idea de control que rodea a todas estas crisis es el uso de palabras y símbolos para definir a una persona. Para ilustrar esta idea, Wallace usa diferentes formatos para construir la historia, incluyendo transcripciones de grabaciones de televisión y sesiones de terapia, así como un relato de ficción acompañado por uno de los personajes principales, Rick Vigorous.
El gerente del asilo de ancianos, David Bloemker, se expresa repetidamente en un estilo demasiado elaborado, solo para tener que reducir sus propias locuciones a una forma mucho más simple. Por ejemplo, le dice a Lenore que si encuentran a su bisabuela, es probable que también encuentren a los otros residentes desaparecidos de la instalación. La joven Lenore dice que ella no entiende todo eso. Bloemker lo intenta de nuevo: "Tu bisabuela era más o menos la cabecilla por aquí". Este contraste de barroco con el habla simple se emplea para el efecto cómico, así como para avanzar en la contemplación más seria del lenguaje en el corazón de la trama.

## Personajes Principales
Muchos personajes secundarios no están incluidos aquí.
- Lenore Beadsman: La protagonista de la historia.
- Rick Vigorous: El novio de Lenore, copropietario de la editorial  Frequent & Vigorous
- Patrice LaVache Beadsman: Casada con Stonecipher Beadsman III, con quien tiene cuatro hijos: John, Clarice, Lenore y Stonecipher.
- Norman Bombardini: Propietario del  Edificio Bombardini  y de la  Compañía Bombardini . Él cree que puede abarcar todo el universo comiendo cantidades obscenas de comida, y luego todo lo demás. Se enamora de Lenore.
- Stonecipher Beadsman III: Casado con Patricia Beadsman, con quien tiene cuatro hijos: John, Clarice, Lenore y Stonecipher. Está a cargo de la empresa  Stonecipheco .
- Vlad the Impaler, más tarde Ugolino the Magnificent: Vlad es una cacatúa, y fue un regalo para Lenore Beadsman de Rick Vigorous. Vlad comenzó a repetir con frecuencia frases que escuchó decir a otros, posiblemente después de recibir un alimento experimental para bebés o un LSD.
- David Bloemker: El director de The Shaker Heights Home cuando los residentes y el personal desaparecen.
- Melinda Susan Metalman Lang o Mindy Metalman, o Melinda-Sue: Vecino de la infancia de Rick Vigorous. Ella era compañera de cuarto con Clarice Beadsman en Mount Holyoke College donde conoció a su esposo, Andrew Lang.
- Andrew Sealander Lang, Wang-Dang Lang , W.D.L. o Andy: Casado con Mindy Metalman.

## Temas
Un concepto recurrente en  La escoba del sistema  es la psicología en relación con las palabras, y muchas de las teorías discutidas involucran las ideas y principios de Ludwig Wittgenstein. El propio Wallace dijo que el libro se puede ver como un diálogo entre Wittgenstein y Derrida.